# Gara Jordanhill

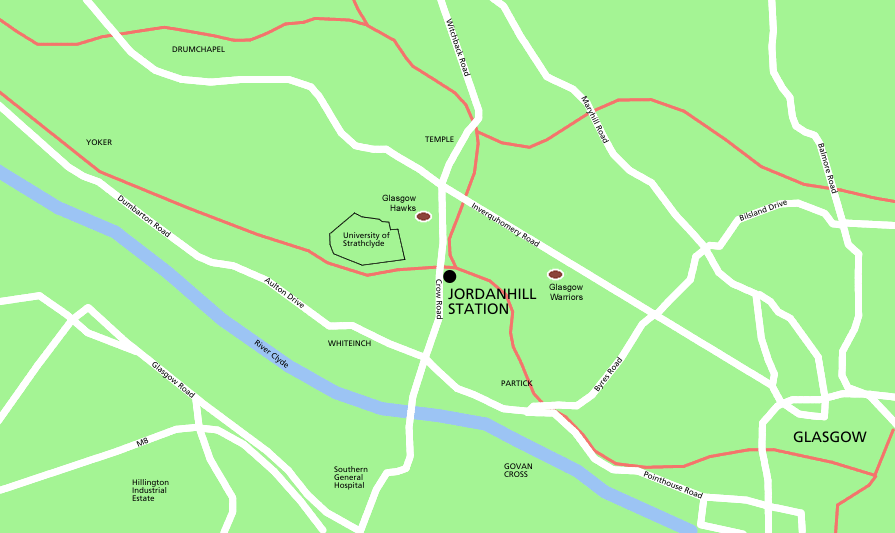
Localizarea gării Jordanhill.

Gara Jordanhill (engleză Jordanhill railway station) este o gară feroviară în Jordanhill, Glasgow, Scoția. Stația, codificată ca JOR, este administrată de către compania feroviară First ScotRail și este situată pe liniile Argyle și North Clyde. Este localizată la coordonatele 55°52′57.6″N 4°19′30.4″V / 55.882667°N 4.325111°V, lângă campusul Universității din Strathclyde și a școlii din Jordanhill. Stația se află deasupra străzii Crow, o cale importantă de comunicație în partea vestică a orașului Glasgow, și principala cale de acces către Tunelul Clyde.

## Istoric

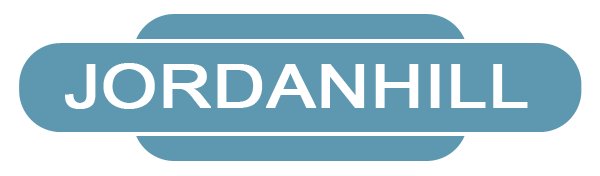
Semnul vechi cu numele gării Jordanhill.

Stația a fost deschisă la data de 1 august 1887 ca partea din calea ferată Glasgow, Yoker și Clydebank. Aceasta a avut rolul de a completa accesul către o zonă, deoarece mai fuseseră construite căi ferate în regiune; căile ferate Whiteinch și Stobcross amândouă fiind inaugurate în 1874, dar pe nici una dintre aceste linii nu fusese construită o stație la Jordanhill. O nouă legătură ce permitea accesul la stația Whiteinch Victoria Park a fost terminată în 1897, dar a fost închisă în 1951 și legătura a fost închisă în 1967.
La data de 15 ianuarie 1898, J. Johnstone a fost omorât pe când încerca să traverseze linia în partea de vest a stației. Linia de marfă a înregistrat primul dezastru important la data de 28 decembrie 1932 când șaptesprezece vagoane încărcate cu cărbune s-au pus în mișcare singure pe o porțiune puțin înclinată aflată în proprietatea curățătoriei industriale Great Western Steam Laundry; au intrat în coliziune cu alte vagoane, producând deraierea a nouă dintre ele și vărsând cărbune pe șine.
Un accident serios a avut loc pe data de 28 aprilie 1980 când un tren automotor cu trei vagoane transportând 80 pasageri dinspre stația Dalmuir spre stația Motherwell a deraiat la joncțiunea Hyndland, chiar după ce a plecat din Jordanhill. Toate boghiele primului vagon au sărit de pe șine, cauzând rănirea serioasă și spitalizarea a cincisprezece persoane (nouă femei și șașe bărbați).
În 1998, compania de transport regională Strathclyde Passenger Transport (SPT) a făcut un studiu pentru o posibilă mutare a stației la vestul străzii Westbrae. Un raport din decembrie 2002 al guvernului Scoției a inclus această stație ca partea Scenariului de Resurse Mari, estimând costul proiectului la aproximativ 2 milioane Lire sterline(aproximativ 10 milioane Lei noi). În 2004, SPT a identificat această stație ca fiind una dintre primele trei priorități iar Consiliul Orașului Glasgow a identificat-o ca fiind "prioritatea principală"
O propunere alternativă ar păstra stația existentă deschisă, dar cu multe servicii lutate la o nouă stație pe stratada Westbrae. Această propunere a fost sprijinită în August 2001 de către Charlie Gordon, președintele de atunci al Consiliului Orașului Glasgow, care a spus că existența unei a doua stații în Jordanhill ar ajuta studenții din campusul alăturat al Universității Strathclyde. Noua stație ar trebui să fie situată la doar 460 metri de cea actuală.

## Servicii

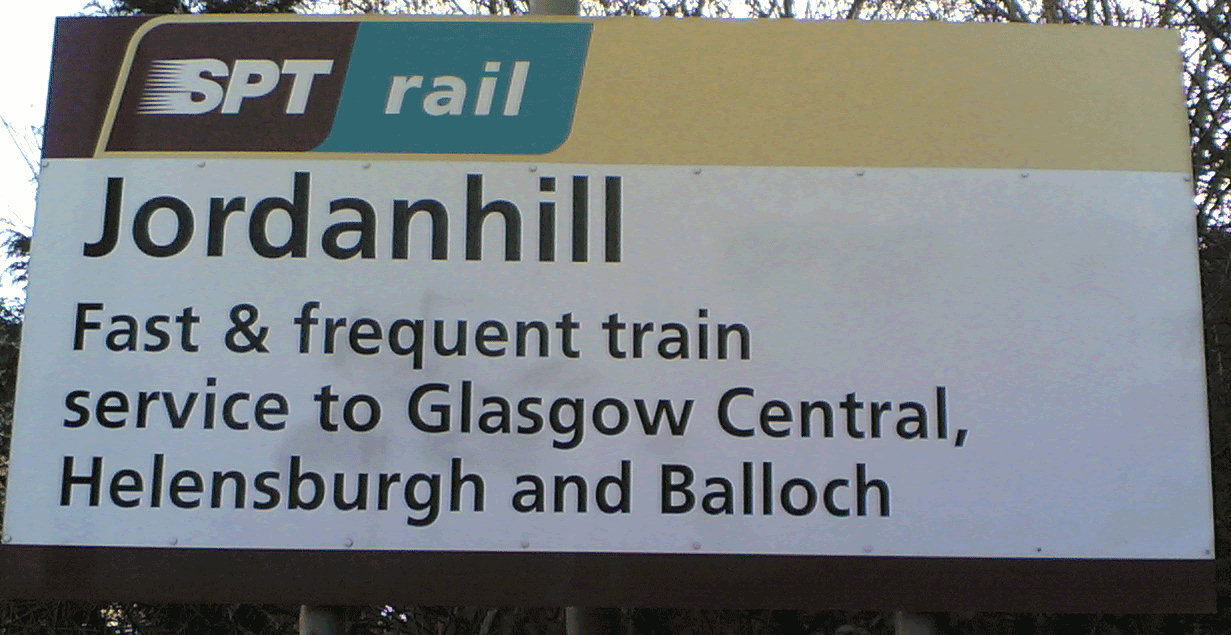
Panou din Gară

Ca parte din linia Argyle, stația este utilizată — împreună cu stația Glasgow Central și stația Anderston — de către cei care fac naveta în și dinspre centrul orașului Glasgow, în apropierea cartierului de afaceri și financiar. În mod obișnuit, stața este deservită de patru trenuri pe oră spre gara Dalmuir  via gara Clydebank, două trenuri către gara Motherwell via Glasgow Central și două trenuri către gara Springburn via gara Glasgow Queen Street.
Stația nu mai are o casă de bilete, dar conține un distribuitor automat de bilete. Există o rampă către cele două peroane acestea fiind conectate printr-o pasarelă. Parcarea stației are locuri pentru unsprezece mașini, dintre care două sunt rezervate pentru persoanele cu handicap. Există și loc de staționare pentru zece biciclete. Un sistem de supraveghere video în circuit închis (CCTV) a fost introdus în anul 2002.

## Galerie foto

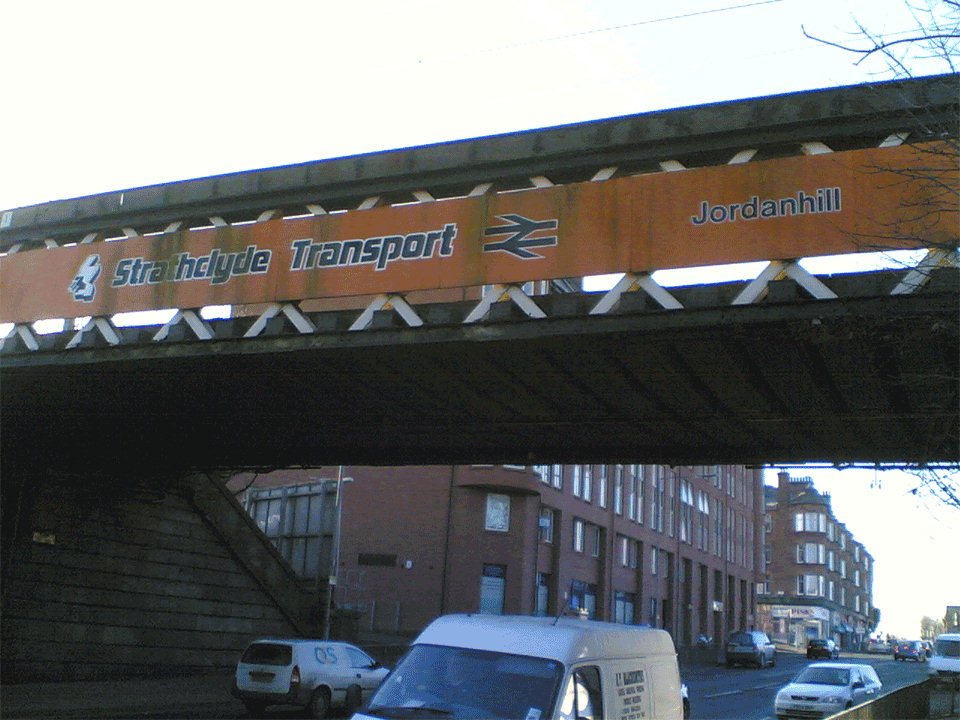
Podul peste Crow Road, cu vechiul logo Strathclyde Transport
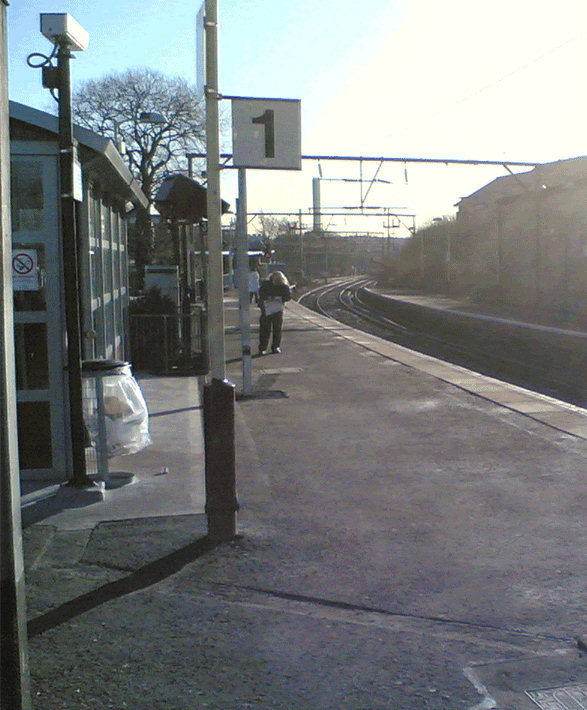
Platforma unu, zona estică înspre Hyndland
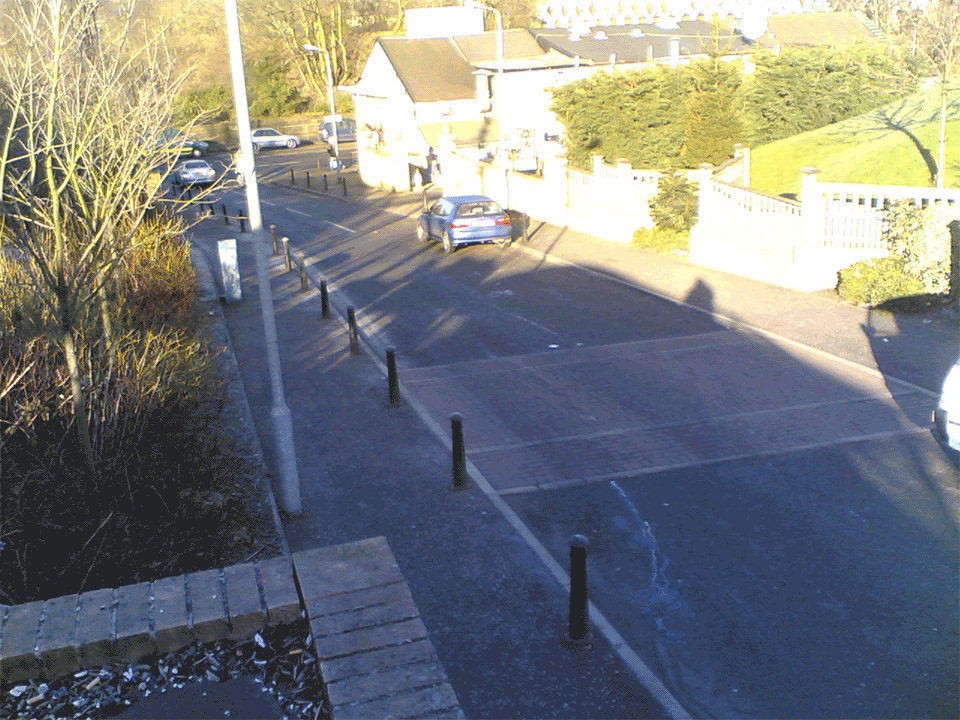
Rampa spre Platforma 1
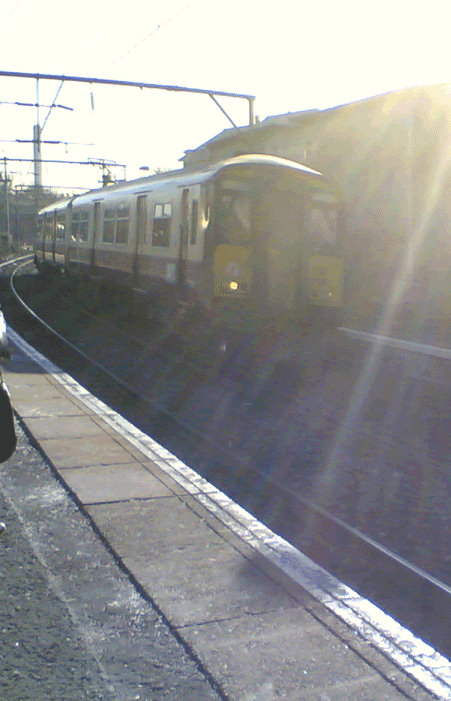
Tren sosind la Platforma 2, în 2 martie 2006.
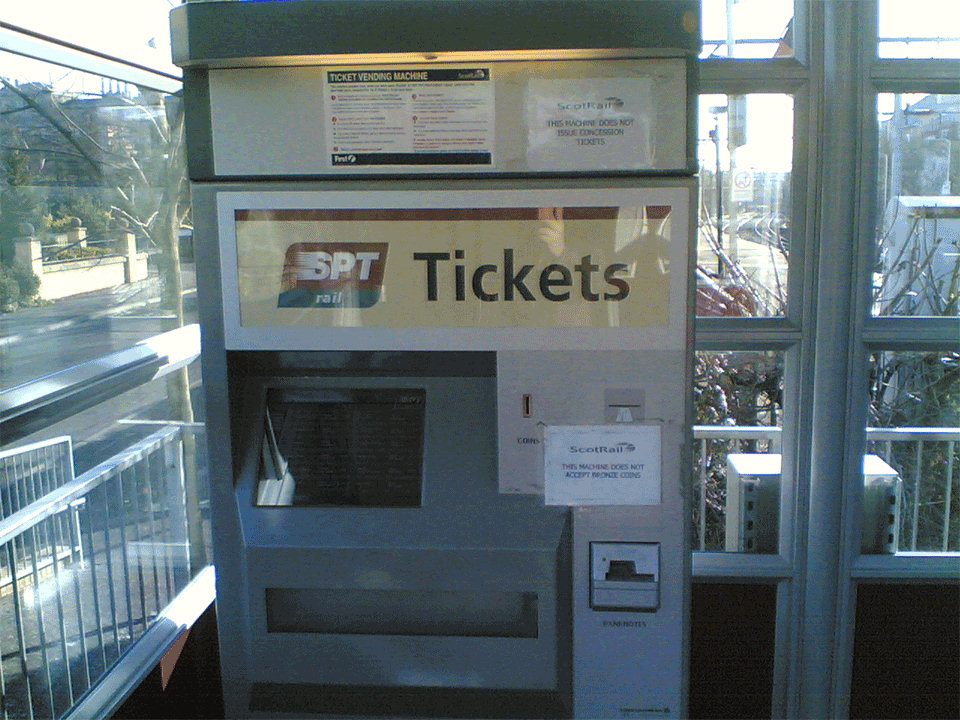
Automatul de bilete
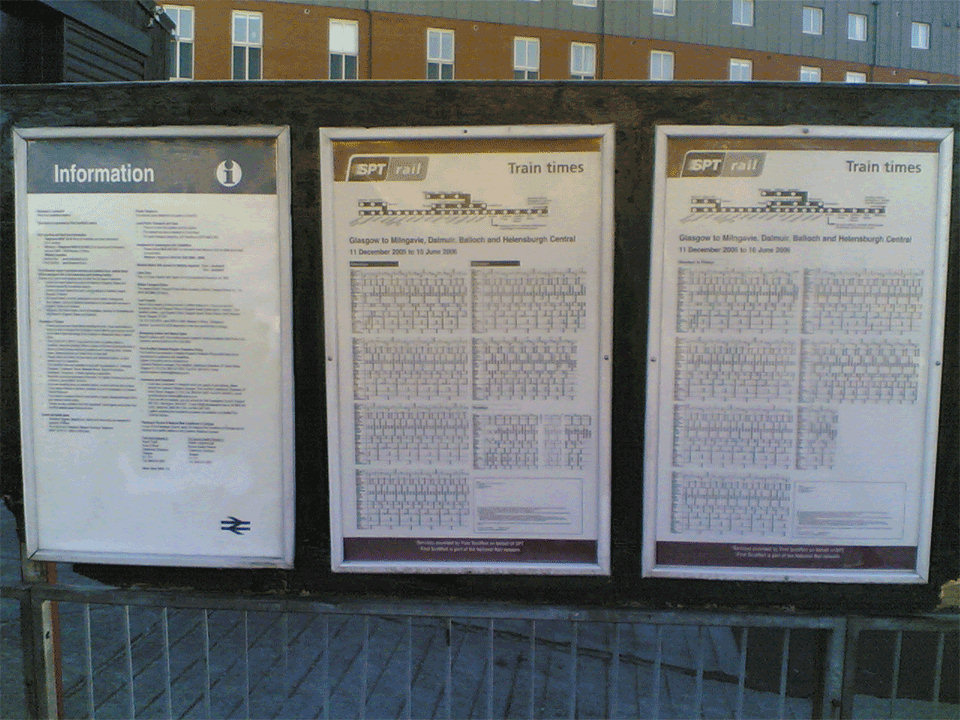
Mersul trenurilor și informații